# Poste électrique sous enveloppe métallique
Pour les articles homonymes, voir GIS.

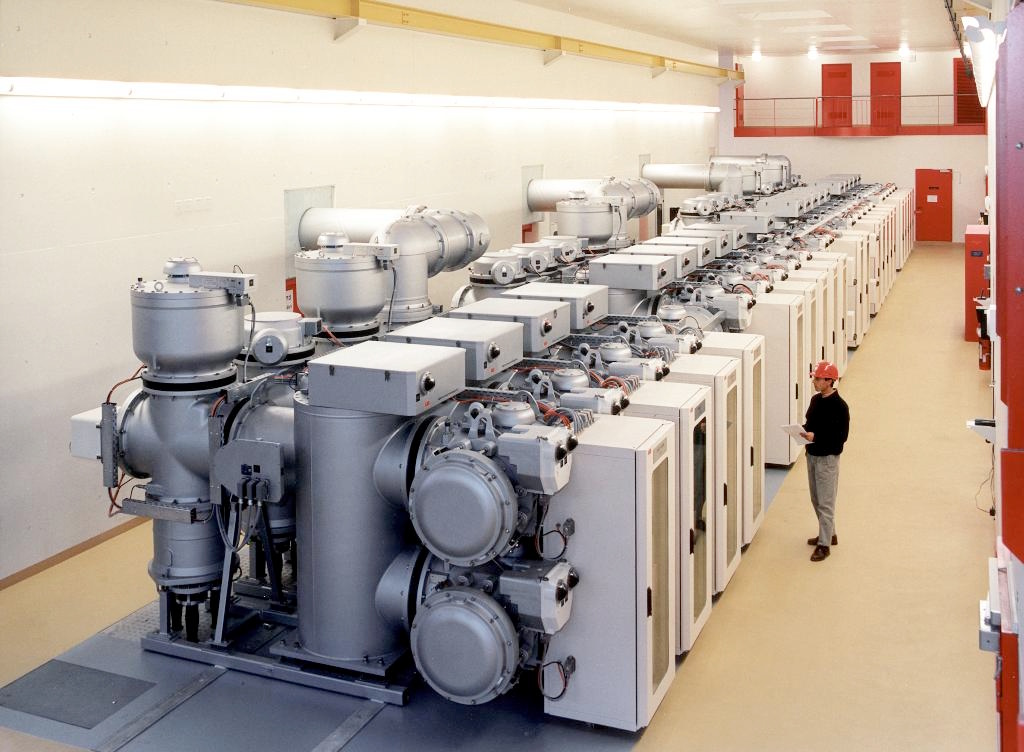
Exemple de GIS

Un poste électrique sous enveloppe métallique (PSEM) (Gas Insulated Substation ou alors Gas Insulated Switchgear en anglais et Gasisolierte Schaltanlage en allemand, abrégé GIS), parfois aussi dénommé poste blindé, est un poste électrique dont l'isolation est réalisée par un gaz isolant, typiquement de l'hexafluorure de soufre (SF6), et dont l'enveloppe métallique externe est mise à la terre. Ils s'opposent aux postes électriques isolés dans l'air 
(Air insulated switchgear en anglais, AIS). Leurs principaux intérêts sont d'être très compacts et de pouvoir être installés à l'intérieur de bâtiments.

## Histoire
Dans les années 1920, les premiers postes électriques sous enveloppe métallique sont construits. Ils utilisent de l'huile comme fluide isolant. Les premiers à utiliser un gaz, le fréon, comme isolant électrique datent du début des années 1930.
La recherche et le développement sur l'isolation au SF6 commencent en 1960. Les plus importants fabricants de l'époque, BBC-Calor Emag, Siemens, Magrini, Merlin Gerin, NEI-Reyrolle ainsi que Delle-Alsthom se lancent alors dans le développement basé sur le SF6. Dès 1966 le premier poste prototype expérimental blindé 220 kV est installé au Plessis-Gassot (près de Paris) avec du matériel construit par Delle Alsthom (maintenant Alstom) et Merlin Gerin.
ABB et Siemens se disputent la paternité du premier poste à enveloppe métallique utilisant le SF6. Le premier déclare, par l'intermédiaire de sa filiale Calor Emag acquise en 1973, avoir livré à Essen- Rüttenscheid le premier en 1967,. Tandis que le second affirme que le premier date de 1968,. Les gains en place sont conséquents, un PSEM occupant 10 fois moins de place qu'un poste isolé à l´air. En même temps (1967) le poste  de Levallois-Perret voit le jour puis en 1969 celui de Vaise (Lyon, France). Après leurs débuts en 1968, des GIS aux tensions nominales toujours plus élevées sont construits : en 1974, un GIS de 420 kV est mis en exploitation, en 1976 un de 550 kV, puis en 1986 un de 800 kV, enfin en 2001 la barre du MV est dépassée.
Au total, plus de 80 000 GIS sont en exploitation dans le monde.
En 2014, Siemens annonce avoir développé des postes électriques sous enveloppe métallique pour les applications en courant continu pour une tension nominale allant jusqu'à 320 kV. Ce nouveau produit doit être mis en place tout d'abord dans les plateformes de conversion en mer où la place est à la fois réduite et couteuse. Leur compacité est alors très avantageuse. Les applications sur terre ferme ne sont pas exclus. Siemens poursuit ses recherches pour atteindre une tension nominale de 500 kV.

## Aspect économique
À cause de leur plus haut niveau de technologie et de leurs coûts de développement plus élevés, les GIS sont en général plus chers que les postes conventionnels. Toutefois cet écart de coût a tendance à baisser au fil des ans, de plus les coûts de maintenance étant moins élevés pour les GIS le coût initial est partiellement amorti. Enfin la place moindre occupée permet de faire des économies sur le terrain à acquérir.

## Composants

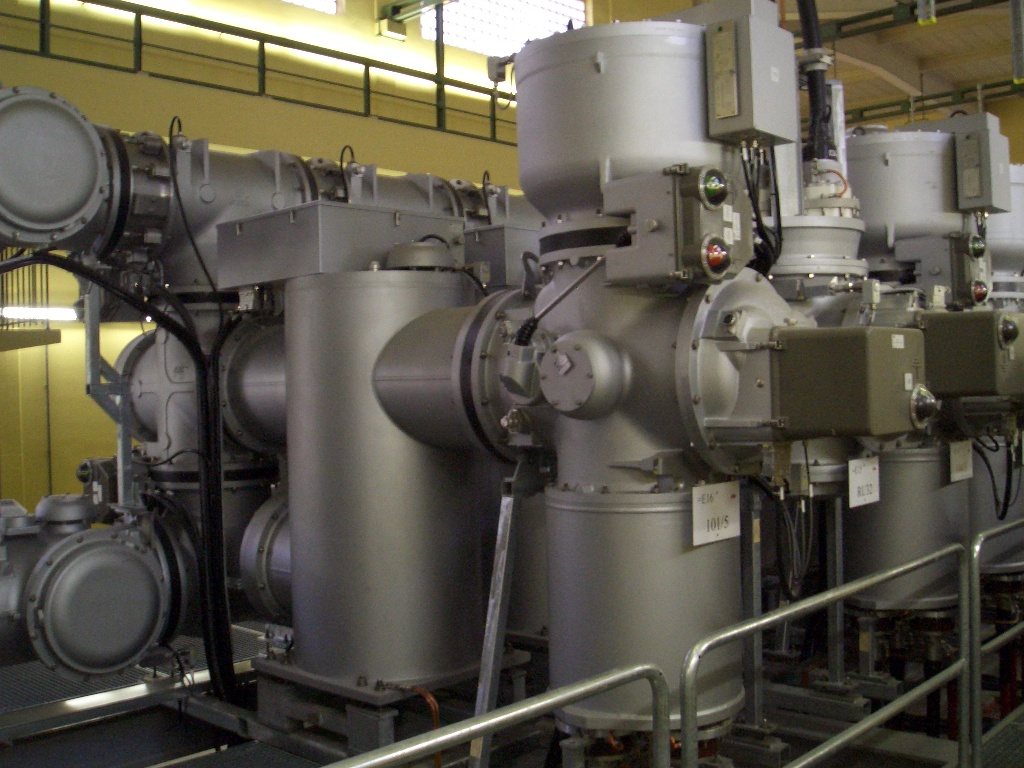
Compartiment disjoncteur d'un GIS

Les GIS contiennent à peu de chose près les mêmes composants qu'un poste conventionnel. Un GIS est un assemblage de blocs modulaires, appelés « compartiments », fabriqués et testés en usine puis assemblés sur site et retestés montés. Cela permet de standardiser le produit tout en couvrant les besoins de chaque client. Pour les jeux de barres les mêmes options que dans un poste classique sont possibles.
Les composants sont donc :
- Jeu de barres
- Disjoncteur
- Sectionneur
- Sectionneur de mise à la terre
- Transformateur de courant
- Transformateur de tension
- Parafoudre
- Connecteur pour câble, transformateur
- Traversée isolée

## Construction
Schématiquement, un module de GIS est constitué d'une enveloppe métallique extérieure, d'un conducteur également métallique en son centre, les deux éléments étant séparés par le gaz isolant et des entretoises (spacer en anglais) faites dans un matériau isolant, l'époxy par exemple.
À chaque extrémité du module, des cloisons isolantes servent à la fois d'entretoises pour supporter le conducteur et de barrière pour le gaz. Elles sont en général en époxy.

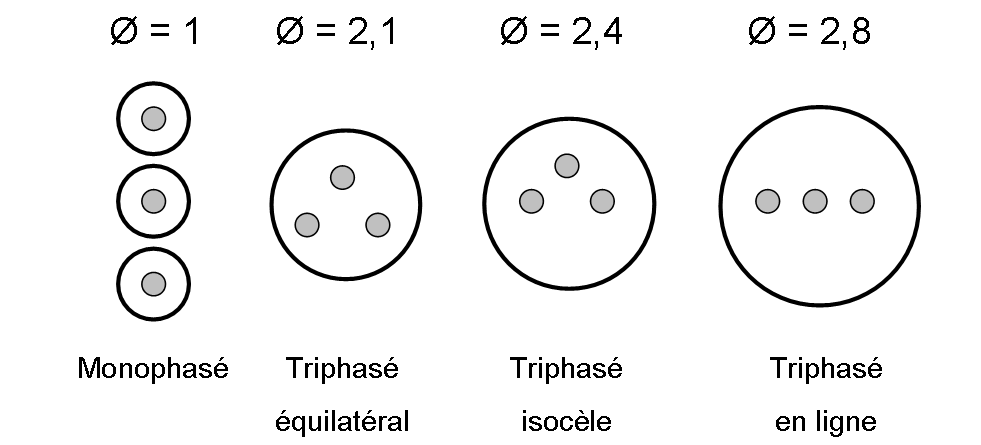
Différentes configurations des conducteurs dans leurs enveloppes

Deux types de construction existent : monophasée ou triphasée. Dans le premier cas chaque phase a sa propre enveloppe métallique, dans le second les trois phases sont disposées dans la même enveloppe. Cette seconde possibilité est généralement utilisée pour les tensions inférieures ou égale à 170 kV. Lorsque le GIS est directement connecté à un transformateur de puissance, le design monophasé est mieux adapté. En général toutefois le triphasé est plus compact. À cause de son bon compromis entre conductivité et résistance mécanique, l'aluminium est utilisé pour la fabrication de GIS. Sa corrosion limitée est également un avantage. Historiquement des enveloppes en acier ont également été utilisées.
La forme des entretoises est très importante, elle change la répartition du champ électrique. Or celui-ci ne doit pas devenir trop élevé. Leur résistance surfacique et volumique a également une grande influence sur le comportement électrique du GIS,.
Les GIS ont l'avantage par rapport aux disjoncteurs conventionnels de permettre une grande intégration des composants. Ainsi les disjoncteurs peuvent également servir de sectionneurs, les sectionneurs de mise à la terre, les capteurs de courant peuvent être combinés à ceux de tension... Cela permet de gagner en compacité et en simplicité. Par ailleurs l'usage de technologies innovantes ou non-habituelles pour la mesure de la tension et du courant, tel que les bobines de Rogowski, l'effet Pockels ou l'effet Faraday, connaît un important développement dans les GIS (voir article sur les transformateurs de courant).

## Intérêt
Un GIS occupe beaucoup moins d'espace qu'une station conventionnelle, environ 10 %. Il ne présente pas de risque de fuite d'huile ou d'explosion due à son inflammation. Leur fiabilité est très élevée, en particulier parce que les matériels sont protégés contre les agressions de l'environnement : insensibilité aux aléas climatiques donc peu de vieillissement, pas de risque de défaut électrique dû à l'avifaune... Ils sont simples à maintenir, en particulier parce qu'en dehors des traversées il n'y a pas de pièces isolantes à nettoyer; l'essentiel du travail de maintenance consiste en une vérification du bon fonctionnement. De plus la pollution n'a pas d'influence sur leurs propriétés. Ils sont également moins sensibles aux séismes.
Pour ces raisons les GIS sont utilisés principalement dans les espaces urbains ou industriels où la place est rare et dans toutes les zones où les problèmes de pollution sont importants (zones à haute activité industrielle, zones désertiques et soumises aux vents de sable, régions côtières soumises aux embruns). Leur compacité et la facilité d'installation en bâtiment permettent également aux GIS de se fondre plus facilement dans leur environnement et ainsi de ne pas dégrader l'esthétique d'un lieu. De même dans les zones côtières ou en montagne les problèmes causés respectivement par le sel et la neige sont contournés.
L'installation d'un poste blindé est considérablement plus simple que celle d'un poste traditionnel, le travail de BTP est beaucoup plus limité et les pièces peuvent déjà être préassemblées en usine. Les GIS sont également silencieux. Sur les matériels modernes, l'enveloppe métallique des GIS forme une cage de Faraday qui rend l'installation insensible aux interférences électromagnétiques extérieures et inversement rend ses propres émissions nulles.

## Gaz isolant

### SF6
L'hexafluorure de soufre remplit les critères nécessaires à l'isolation électrique : il a une excellente rigidité électrique, est très électronégatif et à une bonne capacité de transfert thermique. Il est également stable chimiquement : inerte, non initiable, non inflammable  et non toxique,. Le seul danger pour la santé est le risque de suffocation.
Sa température de décomposition est de 600 °C. Sa plage de température d'utilisation pour les appareils électriques va de −30 °C à 40 °C.
Sa bonne rigidité électrique provient du fait que le SF6 est très électronégatif : il absorbe les électrons qui ne peuvent ainsi pas ioniser le gaz et ne peuvent pas mener à une décharge électrique. Le SF6 a par ailleurs une propriété remarquable pour l'extinction des arcs électriques : il se décompose sous l'effet de l'arc et se recompose extrêmement rapidement, permettant au gaz de retrouver sa rigidité électrique. Cette propriété le rend tout particulièrement adapté pour la réalisation de disjoncteurs en courant alternatif.
Ses capacités d'isolation se régénèrent après un arc électrique.
80 % du SF6 produit dans le monde est utilisé dans les disjoncteurs à haute tension et dans les GIS.
Dans les GIS il se trouve à une pression comprise entre 3,3 et 7 bars.

### Critique
Le SF6 a de nombreux avantages. Il a également quelques défauts qui poussent les recherches actuelles à lui chercher une alternative. Le SF6 est en effet un gaz à effet de serre particulièrement néfaste, son potentiel de réchauffement est en effet 24 000 fois plus grand que celui du dioxyde de carbone. Il est rejeté lorsque les appareils électriques fuient.
Par ailleurs s'il n'est en lui-même pas toxique, les produits issus de sa décomposition, causée par les effets corona et arcs électriques, en l'occurrence le S2O2F10 et le HF, le sont en plus d'être très corrosifs,.

### Alternative
Un mélange de SF6 et de diazote dans les proportions 20 %/80 % a une rigidité électrique égale à environ 70 % celle du SF6 seul. Il représente donc une solution pour remplacer le SF6 pur. Par contre, un gaz de substitution ayant les mêmes propriétés n'a pas encore été trouvé.

## Dimensionnement
La capacité d'interruption en kA détermine le nombre et la taille des disjoncteurs. Quand le choix est possible, on préfère en général utiliser des GIS ayant des enveloppes triphasées, plutôt que des enveloppes monophasées. Toutefois les installations reliées à des câbles font exception.
Si on compare le cas du disjoncteur dans un GIS avec un cas conventionnel on économise de l'espace grâce à : l'absence d'isolateur en porcelaine entre la partie haute tension et le sol, l'enveloppe est à la masse la tension à tenir n'est donc pas celle entre phases mais la tension phase-terre qui est plus faible dans un rapport {\displaystyle {\sqrt {3}}}.
Pour les GIS de tension supérieur à 42 kV, le diamètre du conducteur est déterminé par la valeur maximale du courant transitant dans l'installation.
Mécaniquement les composants doivent résister aux contraintes mécaniques générées par le courant de défaut, par leur propre poids, et par la pression de gaz.

## Causes de défauts
La présence de particules métalliques dans un GIS réduit particulièrement ses propriétés d'isolation. Elles sont issues à la fois de la fabrication et de l'assemblage des GIS, mais également des parties mobiles qui le composent.
Elles se déplacent dans les tubes et créent des décharges partielles quand elles s'approchent du conducteur. Elles se chargent par la même occasion et se déplacent alors en fonction de la tension appliquée à l'installation. Elles peuvent également créer des protrusions sur la surface de l'isolation, ce qui réduit son pouvoir isolant. Pour limiter le phénomènes, des zones à faibles champs électriques viennent capter les particules, on parle de pièges à particules.
Dans le cas d'utilisation des GIS pour transporter du courant continu, la polarité de la tension étant constante, les particules se déplacent toujours dans la même direction. Les pièges à particules sont également efficaces dans ce cas.
La présence d'humidité dans le gaz est également à éviter, car elle peut se condenser sur les surfaces isolantes et détériorer ses propriétés.
Les décharges partielles sont en général à éviter car elles entraînent un vieillissement accéléré de l'isolation.
Les cônes isolants sont également des éléments critiques pour le poste.

## Maintenance et remplacements

### Diagnostics
De par leur importance dans le réseau, la maintenance et la recherche de défauts dans les GIS est régulière. Au-delà des simples contrôles visuels, de la pression et de bon fonctionnement, il convient également d'évaluer l'état de l'isolation du poste.
Une dégradation de cette isolation est caractérisée par l'apparition de décharges partielles. Pour les mesurer trois techniques existent, :
- UHF (ultra haute fréquence) pour les installations équipées de capteurs adéquats.
- Méthode acoustique pour les installations dépourvues de capteurs UHF.
- Méthode « classique » de mesure des décharges partielles avec source d'alimentation séparée et capacité de couplage pour le testage d'éléments un par un.

### Durée de vie
La plupart des GIS ont été conçus pour avoir une durée de vie de 25 à 30 ans, de nos jours ceux en fonction depuis plus de 40 deviennent nombreux. Aucun mécanisme de vieillissement intrinsèque du GIS n'a jusqu'à présent été découvert. Les problèmes pouvant apparaître sont des problèmes de corrosion, de fuite de gaz, usure des parties mobiles (pour les disjoncteurs par exemple) ou des défaillances de la partie secondaire, c'est-à-dire basse tension. Les méthodes de diagnostics présentées ci-dessus permettent d'évaluer l'état d'une installation. Les évolutions du réseau, une exploitation au-delà des limites de l'installation, le manque de connaissance des GIS au début de leur exploitation ou l'obsolescence en général sont autant de facteurs extérieurs pouvant également entraîner un remplacement de l'installation. Ce remplacement peut être total ou partiel, la construction modulaire permettant de ne changer que certains composants.

## Tendances futures
Les GIS continuent leur développement avec notamment une recherche constante de compacité. À cette fin, des GIS dont les trois phases sont placées sous une même enveloppe se répandent, les niveaux de tensions disponible avec cette technologie sont toujours plus haut. L'intégration des composants est toujours plus forte permettant également de gagner en volume. Par ailleurs dans les postes basse et moyenne tension on emploie de plus en plus de disjoncteurs sous vide pour interrompre le courant, toutefois l'usage de ces interrupteurs pour la haute tension n'est pas à prévoir dans un futur immédiat. Un point d'amélioration concerne la maintenance que les constructeurs tentent de rendre toujours plus facile.
Enfin les premiers GIS installés commençant à être relativement anciens, leur entretien et leur capacité d'évolution sont à prendre en compte pour envisager leur remplacement ou leur maintien en service,.
Le développement des installations de courant continu haute tension (HVDC) pousse en 2012 au développement de GIS en courant continu (DC). L'isolation diélectrique doit être adaptée par rapport à un GIS en tension alternative, les contraintes diélectriques étant très différentes. Un des problèmes rencontrés est lié aux particules métalliques et aux charges en général, celles-ci dérivent en effet toujours dans la même direction dans un GIS DC : elles s'accumulent alors à certains endroits, alors que dans un GIS AC elles oscillent, la tension n'ayant pas une polarité constante. Ces accumulations changent le comportement diélectrique de l'isolation. Des pièges à particules permettent d'améliorer le comportement de l'isolation vis-à-vis de ces éléments. Par ailleurs, les éléments de l'isolation ont un comportement résistif en présence de tension continue, alors qu'en tension alternative ils ont un comportement principalement capacitif.
À plus long terme, les limiteurs de courant de court-circuit pourrait faire évoluer significativement la conception des GIS. L'introduction des semi-conducteurs de puissance est également une piste explorée pour interrompre le courant dans les installations électriques.

## Produits apparentés

### Mixed technology switchgear

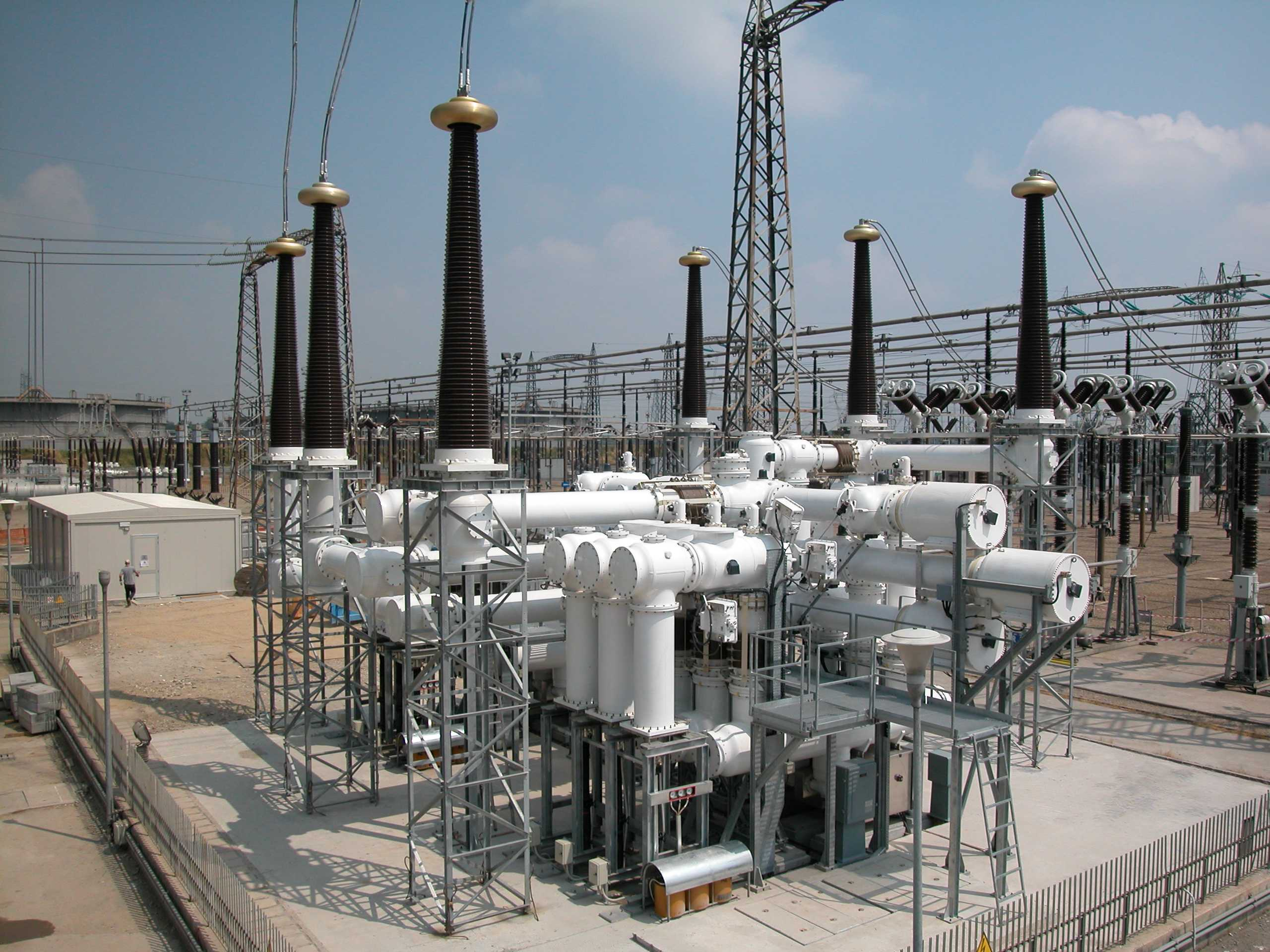
GIS dans un poste électrique conventionnel. On parle alors d'une solution mixte.

Les Mixed technology switchgear (MTS), aussi appelés Hybrid insulated switchgear (HIS) et Ensembles d'appareillages compacts suivant CEI, soit respectivement appareillages à technologie mixte et appareillages à isolation hybride sont des appareils électriques dont la conception est intermédiaire entre le matériel conventionnel isolé par l'air ambiant et les GIS. Ce faisant, ils cumulent certains des avantages des deux technologies : compacité comme les GIS, facilité de maintenance comme les disjoncteurs conventionnels par exemple. Ils sont apparus récemment, dans les années 2000 environ, pour permettre d'étendre facilement des postes classiques sans occuper une surface trop grande. Ils peuvent être en effet très facilement incorporés dans un poste classique sans devoir revoir toute l'ingénierie. Un autre de leur point fort est la disponibilité, le nombre de pannes étant proche de celui des GIS et le temps de maintenance de celui des conventionnels. Ce faisant leur coûts d'exploitation sont avantageux, ce qui est particulièrement valorisé par les exploitants de réseau, leurs coûts d'acquisition restant dans le même temps inférieurs à ceux des GIS. Leur émission de bruit est proche de celle des GIS. Pour ces raisons, ils sont bien adaptés aux stations urbaines extérieures. Ils ne peuvent pas par contre se substituer au GIS pour les usages en intérieur.

### Conducteurs à enveloppe métallique (GIL)
Les GIL (gasisoliert Leitung en allemand) qu'on pourrait traduire par « Conducteurs à enveloppe métallique » sont des types de conducteurs électriques utilisés pour le transport d'électricité tout comme les câbles électriques ou les lignes haute tension. Leur technologie est dérivée de celle des GIS : un conducteur est isolé d'une enveloppe métallique par du gaz isolant, en général un mélange N2, SF6.
On peut également les considérer comme des câbles coaxiaux haute tension. Bien qu'ils soient encore peu répandus, ils possèdent de nombreux avantages comparés aux câbles et aux lignes classiques :
- Le conducteur est protégé de l'extérieur.
- Pas de vieillissement diélectrique, l'isolant s'auto-régénère.
- Pas de contrainte thermique.
- Faible capacitance
- Pas de danger pour l'environnement en cas de court-circuit.
- Pas de risque d'incendie, ce qui est important dans les tunnels.
- Champs magnétique et électrique très faibles vus de l'extérieur.
- Peu de perte diélectrique[40].

Cette technologie est particulièrement adaptée aux tunnels.

## Fabricants
- Alstom
- Asea Brown Boveri (ABB), revendique avoir livré plus de 10 000 GIS[5].
- Grupo Ormazabal
- Schneider Electric
- Siemens, revendique avoir livré plus de 26 000 GIS[14].
- Köhl
- Hyosung
- Hyundai Heavy Industries
- Japan AE Power Systems
- Mitsubishi Electric
- Siemens Transmission & Distribution
- Toshiba, revendique avoir livré plus de 7 000 GIS[42].
- LSIS

## Normes applicables
- IEC 62271-200, Appareillage sous enveloppe métallique pour courant alternatif de tensions assignées supérieures à 1 kV et inférieures ou égales à 52 kV, version 2003.
- IEC 62271-203, Appareillage sous enveloppe métallique à isolation gazeuse de tensions assignées supérieures à 52 kV, version 2003.
- IEC 62271-204, Lignes de transport rigides à isolation gazeuse de tension assignée supérieure à 52 kV, version 2011
- IEC 62271-205, Ensembles d'appareillages compacts de tensions assignées supérieures à 52 kV, édition 1.0 de 2008